# 亚菊
亚菊（学名：Ajania pallasiana）是菊科亚菊属的植物。分布在俄罗斯、朝鲜以及中国大陆的黑龙江等地，生长于海拔200米至250米的地区，常生于中山带山坡或灌丛中，目前尚未由人工引种栽培。